# Wacław Turek
Wacław Turek (ur. w 1947 w Krośnie) – poeta, muzyk, polski artysta fotograf. Członek rzeczywisty i Artysta Fotoklubu Rzeczypospolitej Polskiej (AFRP). Członek założyciel Krośnieńskiego Towarzystwa Fotograficznego. Członek honorowy Związku Słowackich Fotografów. Wiceprezes oddziału rzeszowskiego Związku Literatów Polskich.

## Życiorys
Wacław Turek mieszka i pracuje w Krośnie, fotografuje od 1970 roku. W latach 70. XX wieku był jednym ze współorganizatorów Krośnieńskiego Towarzystwa Fotograficznego. W latach 1977–1983 był fotoreporterem rzeszowskiego oddziału Krajowej Agencji Wydawniczej; współpracował z tygodnikiem „Podkarpacie” i dziennikiem „Nowiny Rzeszowskie”. W 1980 roku zdobył uprawnienia instruktora fotografii.
W latach 2001–2015 był prezesem Fotoklubu przy Regionalnym Centrum Kultur Pogranicza w Krośnie, powstałego w 2001 roku, na bazie Krośnieńskiego Towarzystwa Fotograficznego. W ramach działalności w Fotoklubie był współorganizatorem międzynarodowych plenerów fotograficznych, w których uczestniczyli fotografowie ze Słowacji, Rumunii, Ukrainy, Węgier oraz wielu wystaw fotograficznych (m.in.) krośnieńskich fotografów. Jest redaktorem miesięcznika „Croscena” (Regionalnego Centrum Kultur Pogranicza w Krośnie).
Wacław Turek jest autorem i współautorem wielu wystaw fotograficznych; krajowych i międzynarodowych; indywidualnych, zbiorowych, poplenerowych, pokonkursowych. Jest członkiem jury w konkursach fotograficznych.
W dniu 5 grudnia 2013 roku został przyjęty w poczet członków Fotoklubu Rzeczypospolitej Polskiej Stowarzyszenia Twórców. Decyzją Komisji Kwalifikacji Zawodowych Fotoklubu RP, otrzymał dyplom potwierdzający kwalifikacje do wykonywania zawodu artysty fotografa, fotografika (legitymacja nr 358). Jego prace zaprezentowano w Almanachu (1995–2017), wydanym przez Fotoklub Rzeczypospolitej Polskiej Stowarzyszenie Twórców, w 2017 roku.
Wacław Turek jest laureatem nagrody Prezydenta Miasta Krosna oraz nagrody Marszałka Województwa Podkarpackiego. W 2018 roku został uhonorowany Medalem „Za Zasługi dla Fotografii Polskiej” – odznaczeniem przyznawanym przez Kapitułę Fotoklubu Rzeczypospolitej Polskiej Stowarzyszenia Twórców – w 100. rocznicę odzyskania przez Polskę niepodległości.

## Odznaczenia
- Złoty Krzyż Zasługi[21][22]
- Srebrny Krzyż Zasługi
- Złoty Medal „Zasłużony dla Fotografii Polskiej”[23]
- Brązowy medal „Zasłużony Kulturze Gloria Artis”
- Odznaka honorowa „Zasłużony dla Kultury Polskiej”
- Odznaka „Zasłużony Działacz Kultury”
- Medal „Za Zasługi dla Fotografii Polskiej” (2018)[24]

Źródło

## Wydawnictwa (tomiki wierszy)
- „Na czas przemijania” (Krosno 1982)
- „Jeśli mnie słuchasz” (Krosno 1986)
- „Czasami skrzypce” (Krosno 1997)
- „Wrócę na inny czas” (Krosno - Nowa Sarzyna 2000)
- „Zasiany czas” (Krosno 2000)
- „Zapisane spojrzeniem” (Krosno 2007)
- „Zanim się zacznie” (Krosno 2012)

Źródło